# Listă de filme SF, fantastice și de groază despre Al Doilea Război Mondial
Aceasta este o listă de filme științifico-fantastice, fantastice și/sau de groază despre cel de-al Doilea Război Mondial:

## Secolul 20
| Anul | Țara                       | Titlul original (Titlul alternativ)                                                    | Titlul cu care a fost difuzat în România | Regizor                       | Bătălii, campanii, evenimente descrise |
| ---- | -------------------------- | -------------------------------------------------------------------------------------- | ---------------------------------------- | ----------------------------- | --- |
| 1941 | Statele Unite              | King of the Zombies                                                                    |                                          | Jean Yarbrough                | Horror-comedy. Nazi doctor on island off US coast attempting to acquire war intelligence using zombies |
| 1942 | Statele Unite              | Black Dragons                                                                          |                                          | William Nigh                  | SF. Scientist turns Japanese spies into Americans |
| 1942 | Statele Unite              | Spy Smasher (serial)                                                                   |                                          | William Witney                | |
| 1942 | Regatul Unit               | Thunder Rock                                                                           |                                          | Roy Boulting                  | Fantasy/Drama. Outspoken anti-Fascist journalist in isolation of Lake Michigan lighthouse visited by immigrant spirits who encourage fight against Fascism                                                                          |
| 1943 | Statele Unite              | A Guy Named Joe                                                                        |                                          | Victor Fleming                | Fantasy. Spirit of dead pilot acts as "guardian angel" for new pilots |
| 1943 | Statele Unite              | Revenge of the Zombies                                                                 |                                          | Steve Sekely                  | Horror. |
| 1943 | Statele Unite              | Tarzan Triumphs                                                                        |                                          | Wilhelm Thiele                | Adventure. German paratroopers conquer a lost city in Africa |
| 1946 | Regatul Unit               | A Matter of Life and Death (Stairway to Heaven)                                        |                                          | Powell and Pressburger        | Fantasy. |
| 1964 | Statele Unite              | The Incredible Mr. Limpet                                                              |                                          | Arthur Lubin, Robert McKimson | Live-action/animated comedy. Man turns into talking fish and helps US Navy destroy U-boats, 1941 |
| 1966 | Regatul Unit               | The Frozen Dead                                                                        |                                          | Herbert J. Leder              | SF horror. Scientist reanimates frozen heads of Nazi war criminals to revive Third Reich |
| 1966 | Statele Unite              | Spy Smasher Returns (TV)                                                               |                                          | William Witney                | Action-adventure. Superhero Alan Armstrong battles Nazi villains and saboteurs determined to spread destruction; edited TV version of 1942 serial Spy Smasher                                                                       |
| 1968 | Statele Unite              | They Saved Hitler's Brain (TV)                                                         |                                          | David Bradley                 | SF thriller. Nazis in South America kidnap scientist to maintain living head of Adolf Hitler in order to revive the Third Reich |
| 1971 | Statele Unite              | Bedknobs and Broomsticks                                                               |                                          | Robert Stevenson              | Children's fantasy musical. German raid on England repulsed with magic, 1940 |
| 1972 | Statele Unite              | Slaughterhouse-Five                                                                    |                                          | George Roy Hill               | SF based on Kurt Vonnegut novel. Firebombing of Dresden, 1945 |
| 1975 | Italy Franța               | Salò, or the 120 Days of Sodom                                                         | Salò o le 120 giornate di Sodoma         | Pier Paolo Pasolini           | Talks about four libertines that kidnap 18 teenagers and subject them to four months of extreme violence, sadism, and sexual and psychological torture during the last days of the Italian Social Republic.                         |
| 1975 | Statele Unite              | Wonder Woman (The New Original Wonder Woman / The New Adventures of Wonder Woman) (TV) |                                          | Leonard Horn                  | Action-adventure. Pilot in dogfight with Nazi plane crash-lands in Bermuda Triangle on uncharted island inhabited by women |
| 1977 | Statele Unite              | Shock Waves (Almost Human / Shockwaves)                                                |                                          | Ken Wiederhorn                | SF horror. Island-shipwrecked party encounters former SS commander leading zombie storm troopers |
| 1977 | Cehoslovacia               | Tomorrow I'll Wake Up and Scald Myself with Tea                                        | Zítra vstanu a opařím se čajem           | Jindrich Polák                | SF comedy. Time travel by aging former Nazis conspiring to alter results of war |
| 1978 | Statele Unite Regatul Unit | The Boys from Brazil                                                                   |                                          | Franklin J. Schaffner         | SF thriller based on Ira Levin novel. Nazi hunter discovers doctor's plot to revive Third Reich by cloning Hitler in Paraguayan jungle                                                                                              |
| 1980 | Regatul Unit Canada        | Death Ship                                                                             |                                          | Alvin Rakoff                  | Horror-Mystery. Nazi prison ship sails seas since end of war luring unsuspecting victims aboard |
| 1980 | Statele Unite              | The Final Countdown (U.S.S. Nimitz: Lost in the Pacific)                               |                                          | Don Taylor                    | SF. Modern US nuclear aircraft carrier lost in storm arrives in South West Pacific Theatre on 7 December 1941 |
| 1981 | Franța                     | Oasis of the Zombies (Bloodsucking Nazi Zombies / The Treasure of the Living Dead)     | L'abîme des morts vivants                | Jesus Franco                  | Horror. Treasure hunters seeking Nazi bullion, carried across Sahara Desert by Wehrmacht soldiers falling under Allied assault with only one survivor, encounter gold's zombie protectors                                           |
| 1981 | Franța Spania              | Zombie Lake (The Lake of the Living Dead)                                              | Le lac des morts vivants                 | Jean Rollin                   | Horror. Wehrmacht soldiers killed in lake by French Resistance during war are reanimated into zombies |
| 1982 | Statele Unite              | Dead Men Don't Wear Plaid                                                              |                                          | Carl Reiner                   | Detective comedy. Nazis in Latin America with weaponized cheese mould |
| 1984 | Regatul Unit               | The Keep                                                                               |                                          | Michael Mann                  | Action-horror. German Army and "Einsatzkommandos" occupy Romanian citadel with demonic forces |
| 1984 | Statele Unite              | The Philadelphia Experiment                                                            |                                          | Stewart Raffill               | Adventure-fantasy. Military experiment sends USN destroyer escort from Philadelphia Navy Yard, 1943, to 1984 Nevada desert town; prequel to 1993 film Philadelphia Experiment II                                                    |
| 1985 | Statele Unite              | Zone Troopers                                                                          |                                          | Danny Bilson                  | SF. Soldiers find alien craft |
| 1986 | Spania                     | In a Glass Cage                                                                        | Tras el cristal                          | Agustí Villaronga             | Horror. |
| 1989 | Statele Unite              | Puppetmaster (Puppet Master I)                                                         |                                          | David Schmoeller              | SF horror. Nazi mission to capture US puppeteer with "secret to life" ate explored by modern scientists |
| 1991 | Statele Unite              | Puppet Master III: Toulon's Revenge                                                    |                                          | David DeCoteau                | Horror-thriller. Puppeteer avenging his wife killed by Nazis bent on developing drug that reanimates dead |
| 1991 | Statele Unite              | The Rocketeer                                                                          |                                          | Joe Johnston                  | Action-adventure. Young pilot discovers Howard Hughes' jetpack prototype and as flying superhero battles Nazis before US entry into war                                                                                             |
| 1993 | Statele Unite              | Philadelphia Experiment II                                                             |                                          | Stephen Cornwell              | Adventure-fantasy. Military experiment sends ex-WWII sailor to alternative "1993" where Germany has won war before arriving in Nazi Germany along with modern stealth bomber, 1943; sequel to 1984 film The Philadelphia Experiment |
| 1998 | Statele Unite              | Apt Pupil                                                                              |                                          | Bryan Singer                  | Horror based on Stephen King novella. |
| 1999 | Statele Unite              | The Devil's Arithmetic (TV)                                                            |                                          | Donna Deitch                  | Fantasy/Drama. Modern teenage girl projected into 1940's death camp prisoner to experience horrors firsthand |

## Secolul 21

### Anii 2000
| Anul | Țara                           | Titlul original (Titlul alternativ)     | Titlul cu care a fost difuzat în România                               | Regizor                       | Bătălii, campanii, evenimente descrise |
| ---- | ------------------------------ | --------------------------------------- | ---------------------------------------------------------------------- | ----------------------------- | --- |
| 2001 | Regatul Unit                   | The Bunker                              |                                                                        | Rob Green                     | In 1944, in the Belgian - German border, seven German soldiers survive an American attack in the front and lock themselves in a bunker. Under siege by the enemy and with little ammunition, they decide to explore tunnels to seek supplies and find an escape route. While in the tunnel, weird things happen to the group. |
| 2002 | Statele Unite                  | Below                                   |                                                                        | David Twohy                   | Strange happenings occur on a Statele Unite WW II submarine after picking up three survivors from a sunken British hospital ship. |
| 2002 | Statele Unite Canada Australia | Return to Never Land                    |                                                                        | Robin Budd, Donovan Cook      | Animated family adventure based on J.M. Barrie book. Peter Pan rescues young girl from Captain Hook in Never Land during Battle of Britain, 1940; sequel to the 1953 film Peter Pan |
| 2003 | Cuba Spania                    | More Vampires in Havana                 | Más Vampiros en la Habana                                              | Juan Padrón                   | Sequel to the 1985 cuban animated film called Vampires in Havana talks about a Nazi cientist creating an army of nazi vampires who cause trouble in the city of Havana, Cuba. |
| 2004 | Statele Unite                  | Hellboy                                 |                                                                        | Guillermo del Toro            | Infant demon summoned from Hell to Earth by Nazi occultists discovered by Allied Forces |
| 2005 | Japan                          | Lorelei: The Witch of the Pacific Ocean | Rōrerai (ローレライ)                                                   | Shinji Higuchi, Cellin Gluck  | Experimental Japanese submarine attempts to prevent atomic bombing of Tokyo |
| 2006 | Sweden                         | Frostbite                               | Frostbiten                                                             | Anders Banke                  | Horror comedy. Former SS geneticist attempting to create master breed of vampires in Norrland |
| 2006 | Regatul Unit                   | Ghostboat (TV)                          |                                                                        | Stuart Orme                   | Mystery-thriller based on Neal R. Burger novel. Fictional RN submarine presumed lost in Baltic in 1943 resurfaces near end of Cold War, 1981 |
| 2006 | Statele Unite                  | Horrors of War (Zombies of War)         |                                                                        | Peter John Ross, John Whitney | Action-horror. OSS conducts missions to discover source of Hitler's wunderwaffen and vergeltungswaffen terrorizing Allies |
| 2006 | Spania Mexico                  | Pan's Labyrinth                         | El laberinto del fauno                                                 | Guillermo del Toro            | Fantasy/Drama. Parable influenced by fairy tale of young girl's escape into abandoned labyrinth with mysterious faun creature in Francoist Spania, May–June 1944 |
| 2006 | Canada                         | War of the Dead                         |                                                                        | Sean Cisterna                 | Horror. Special agent investigating deaths of WWII veterans being hunted down by Nazi zombies |
| 2006 | Statele Unite                  | SS Doomtrooper                          |                                                                        | David Flores                  | Action Sci-Fi. A genetically bred Nazi super soldier fights Allied troops. |
| 2007 | Statele Unite                  | Reign of the Gargoyles (TV)             |                                                                        | Ayton Davis                   | Action-horror. An American aircrew join forces with British soldiers and local townsfolk to battle living gargoyles and the German army |
| 2008 | Regatul Unit                   | Outpost                                 |                                                                        | Steve Barker                  | Action-horror. Mercenaries on Eastern European mission battling mysterious Nazi evil in old Nazi bunker |
| 2008 | Statele Unite                  | WarBirds (TV)                           |                                                                        | Kevin Gendreau                | American air crew in Pacific Theatre meet pterosaurs |
| 2009 | Norway                         | Dead Snow                               | Død snø                                                                | Anders Banke                  | Horror-comedy. SS troops killed in Norway reanimate into zombies terrorizing a modern-day wilderness vacation |
| 2009 | Russia Japan Canada            | First Squad                             | Pervyy otryad (Первый отряд) ; Fāsuto sukuwaddo ファースト・スクワッド | Yoshiharu Ashino              | Anime. Set during the Eastern Front, featuring Soviet teenagers with extraordinary abilities that are opposed by a supernatural army of crusaders |
| 2009 | Statele Unite                  | The Land That Time Forgot               |                                                                        | C. Thomas Howell              | SF based on Edgar Rice Burroughs novel. Stranded U-boat crew in time void on island inside Bermuda Triangle; loosely made re-make of similarly titled 1975 film |
| 2009 | Statele Unite                  | Blood Creek (Town Creek)                |                                                                        | Joel Schumacher               | Horror-thriller. Brothers on revenge mission in rural West Virginia where Nazi professor has been waging occult war since 1936 |

### Anii 2010
| Anul | Țara                                     | Titlul original (Titlul alternativ)                      | Titlul cu care a fost difuzat în România | Regizor                      | Bătălii, campanii, evenimente descrise |
| ---- | ---------------------------------------- | -------------------------------------------------------- | ---------------------------------------- | ---------------------------- | --- |
| 2010 | Statele Unite Canada Germany             | Bloodrayne: The Third Reich                              |                                          | Uwe Boll                     | Fantasy-thriller. Dhamphir battling vampire Nazi officer bent on making Hitler immortal |
| 2010 | Regatul Unit                             | Jackboots on Whitehall                                   |                                          | Edward McHenry, Rory McHenry | Animatronic satire. Alternative history of war where Nazi Germany occupies London |
| 2010 | Regatul Unit                             | Nanny McPhee and the Big Bang (Nanny McPhee Returns)     |                                          | Susanna White                | Comedy fantasy. Operation Pied Piper and governess who uses magic to aid farm family in need of assistance |
| 2010 | Statele Unite Canada Germany             | Puppet Master: Axis of Evil                              |                                          | David DeCoteau               | Horror-SF. Young man dreaming of joining war effort finds dead puppeteer's crate of mysterious puppets before battling Axis agents on homefront |
| 2010 | Regatul Unit                             | The Chronicles of Narnia: The Voyage of the Dawn Treader |                                          | Michael Apted                | Fantasy-adventure based on C. S. Lewis novel. Children travel from wartime England to the magical land of Narnia |
| 2011 | Statele Unite Canada Germany             | Blubberella                                              |                                          | Uwe Boll                     | Action-Comedy. Dhamphir battling Nazis bent on eliminating Resistance group on Eastern Front; spoof of BloodRayne: The Third Reich |
| 2011 | Statele Unite                            | Captain America: The First Avenger                       |                                          | Joe Johnston                 | Based upon the Marvel comic book of Captain America,American soldier transformed into super soldier aids war effort against Hitler's head of advanced weaponry |
| 2011 | New Zealand                              | The Devil's Rock                                         |                                          | Paul Campion                 | Action-horror. A New Zealand commando on the Channel Islands discovers a Nazi occult plot to win the war |
| 2011 | Statele Unite Lithuania Italy            | War of the Dead                                          | [ 2 ]                                    | Marko Mäkilaakso             | Action-horror. Medical experiments performed on captured Russian soldiers by Gestapo officer who are later encountered by platoon of American and Finnish soldiers, 1939/41 |
| 2012 | Finland Germany Australia                | Iron Sky                                                 | [ 2 ]                                    | Timo Vuorensola              | Nazis attack Earth from Moon base |
| 2012 | Statele Unite                            | Nazis at the Center of the Earth (V)                     |                                          | Joseph J. Lawson             | A direct-to-video sci-fi film produced by The Asylum |
| 2012 | Regatul Unit                             | Outpost: Black Sun                                       |                                          | Steve Barker                 | Action horror. Scientist develops technology to create immortal Nazi zombie army near end of war to prevent rise of 4th Reich; sequel to 2008 film Outpost |
| 2013 | Netherlands Statele Unite Czech Republic | Frankenstein's Army                                      | Army of Frankenstein                     | Richard Raaphorst            | Action, Horror, Sci-fi. Russian soldiers find secret Nazi lab in eastern Germany |
| 2013 | Regatul Unit                             | Outpost: Rise of the Spetsnaz                            | Outpost 3                                | Kieran Parker                | Action horror. Russian soldiers find themselves facing not only zombie soldiers but also the threat of becoming part of the zombie army too; sequel to 2012 film Outpost: Black Sun |
| 2015 | India                                    | Detective Byomkesh Bakshy!                               |                                          | Dibakar Banerjee             | Based upon the novel Satyanweshi by the Bengali writer Sharadindu Bandyopadhyay. The film, set in the war-torn Calcutta of 1940's, follows the first adventure of detective Byomkesh, fresh out of college, as he pits himself against an evil genius who is out to destroy the world. |
| 2017 | Statele Unite                            | Transformers 5                                           |                                          | Michael Bay                  | Science fiction; Relevant to the plot of the long history of Transformers, Bumblebee, who now transforms into a Mercedes-Benz 770 instead of a Chevy Camaro, is allied with the Devil's Brigade unit and helps them besiege Nazi territory with his war hammer.                        |
| 2018 | Statele Unite                            | Overlord                                                 |                                          | Julius Avery                 | Thriller, Horror; During D-Day, American paratroopers stumble upon a strange Nazi experiment in a French village. |

### Anii 2020
| Anul | Țara                      | Titlul original (Titlul alternativ) | Titlul cu care a fost difuzat în România | Regizor        | Bătălii, campanii, evenimente descrise |
| ---- | ------------------------- | ----------------------------------- | ---------------------------------------- | -------------- | --- |
| 2020 | Regatul Unit Bulgaria     | Ghosts of War                       |                                          | Eric Bress     | horror - five American soldiers are ordered to hold a French castle formerly occupied by the Nazi high command and encounters virtual ghosts |
| 2020 | Statele Unite New Zealand | Shadow in the Cloud                 | O umbră între nori                       | Roseanne Liang | Action-horror. A woman on a top-secret mission joins an all-male crew on a flight from New Zealand to Samoa in 1943 during the Pacific War.  |

### În lucru
| Anul | Țara           | Titlul original (Titlul alternativ)             | Titlul cu care a fost difuzat în România | Regizor          | Bătălii, campanii, evenimente descrise |
| ---- | -------------- | ----------------------------------------------- | ---------------------------------------- | ---------------- | --- |
| 2014 | Finland        | I Killed Adolf Hitler                           |                                          | Timo Vuorensola  | [ necesită citare ] |
| 201X | Statele Unite  | The Bleeding (The Bleeding of Hauptmann Gehlen) |                                          | Josef Rusnak     | Horror thriller. American spy in Romania infiltrates SS fighting partisans in Carpathians and encounters vampires                                          |
| 201X | Statele Unite  | Boys From Brazil                                |                                          | Brett Ratner     | Thriller based on Ira Levin novel. Neo-Nazi plot to begin Fourth Reich in South America by cloning Hitler; remake/sequel to 1978 film The Boys From Brazil |
| 201X | Canada Germany | Fangs of War                                    |                                          | Jim Donovan      | Horror thriller. Nazi Supernatural Division secret lab at Castle Dracula, Transylvania unlocks secrets of Count Dracula's immortality, 1944.               |
| 201X | Statele Unite  | Panzer 88                                       |                                          | Peter Briggs     | Action thriller. Eastern Front King Tiger tank crewmen battle creature                                                                                     |
| 201X | Statele Unite  | Toon Patrol: Roger Rabbit II                    |                                          | To be determined | Comedy and live-action/animated. Kidnapping of Jessica Rabbit by Nazi spies; prequel to 1988 film Who Framed Roger Rabbit                                  |

## Alte filme
În filmul lui Paul Verhoeven din 1997, Starship Troopers, trupele sunt numite  Rodger Young, după Medalia de Onoare Rodger Wilton Young.

## Seriale TV
| Ani  | Ani     | Țara  | Titlu principal (Titluri alternative)                                                             | Titlu original (Scenariu original)  | Bătălii, campanii, evenimente descrise |
| ---- | ------- | ----- | ------------------------------------------------------------------------------------------------- | ----------------------------------- | --- |
| 1959 | 1964    | USA   | The Twilight Zone "The Man in the Bottle" (1960 episode)                                          |                                     | Fantasy. Genie turns man into Hitler at the Battle of Berlin, 1945                                                                                                  |
| 1964 | 1965    | USA   | Jonny Quest "The Devil's Tower" (1965 episode)                                                    |                                     | Animated. Nazi war criminal has slave cavemen |
| 1964 | 1968    | USA   | Voyage to the Bottom of the Sea "Death from the Past" (1967 episode)                              |                                     | SF adventure. Nazis who believe the war has not ended |
| 1966 | 1967    | USA   | The Time Tunnel "The Day The Sky Fell In" (1966 episode)                                          |                                     | SF adventure. Time travellers at Pearl Harbor the day before |
| 1966 | 1967    | USA   | "Invasion" (1966 episode)                                                                         |                                     | SF adventure. Time travellers in Cherbourg before D-Day |
| 1966 | 1969    | USA   | Star Trek "The City on the Edge of Forever" (1967 episode)                                        |                                     | SF drama. Time-travelling Dr. McCoy causes Hitler to win the war |
| 1966 | 1969    | USA   | "Patterns of Force" (1968 episode)                                                                |                                     | SF drama. Alien society modelled after Nazi Germany |
| 1975 | 1976    | USA   | Wonder Woman (The New Original Wonder Woman / The New Adventures of Wonder Woman) (Season 1 only) |                                     | Diana Prince battles Nazi villains; Wonder Woman (TV) spinoff |
| 1980 | 1980    | USA   | Galactica 1980 "Galactica Discovers Earth" (episode)                                              |                                     | SF adventure. V-2 rocket programme receives future technology |
| 1989 | 1989    | UK    | Doctor Who Season Twenty Six "The Curse of Fenric" (4 episodes)                                   |                                     | SF adventure. The Doctor and Ace confront an ancient evil, while trying to stop the British Navy and a group of Soviet commandos from destroying each other         |
| 1993 | 1999    | UK    | Goodnight Sweetheart                                                                              |                                     | Comedy-Fantasy. Time traveller living two lives, between 1940's wartime London and 1990s                                                                            |
| 1999 | 2004    | USA   | Angel "Why We Fight" (2004 episode)                                                               |                                     | Vampires encounter undead U-boat crew |
| 1999 | present | USA   | Family Guy "Road to Germany" (2008 episode)                                                       |                                     | Animated SF comedy. Time-travelling Brian and Stewie in a Warsaw shul, 1 September 1939                                                                             |
| 2004 | 2005    | Japan | Zipang                                                                                            | Jipangu (ジパング)                  | Anime. Japan Maritime Self-Defence Force destroyer travelling through time to early days of war                                                                     |
| 2011 | 2011    | UK    | Doctor Who Sixth Series "Let's Kill Hitler" (episode)                                             |                                     | SF adventure. Time travellers lock Hitler in a cupboard, 1938 |
| 2016 | 2016    | Japan | Izetta: The Last Witch                                                                            | Shūmatsu no Izetta (終末のイゼッタ) | Anime. Set in an alternate Earth with a story based on World War II, featuring a witch that possesses the ability to magically manipulate any object that she touch |

## Documentare dramatizate
| An   | Țara         | Titlu (Titluri alternative) | Titlu original (Scenariu original) | Regizor        | Bătălii, campanii, evenimente descrise              |
| ---- | ------------ | --------------------------- | ---------------------------------- | -------------- | --------------------------------------------------- |
| 2008 | Russia · USA | Philosophy of a Knife (V)   |                                    | Andrey Iskanov | Horror. Unit 731 and Japanese human experimentation |